# Symella
Symella is een Gnutellaclient voor mobiele toestellen die gebruikmaken van het S60-platform  van de 2de en 3de editie.  Het is in staat om bestanden te zoeken en te downloaden, maar het kan met de huidige release nog niet uploaden.  Zoals alle Gnutellasoftware is Symella gratis te gebruiken.

## Afkomst
De naam Symella is afkomstig van SYMbian en gnutELLA.  Symbian OS is een operating system dat speciaal ontwikkeld is voor mobiele apparaten, concurrerend met Windows Mobile, PalmOS en Linux.  Er is een aantal smartphone-user interfaceplatformen gebaseerd op Symbian OS, zoals de Nokia 60-serie. Dit platform werd ontwikkeld door Nokia en is buiten Nokiatoestellen, ook verkrijgbaar op toestellen van Lenovo, LG Electronics, Panasonic en Samsung.

## Het gebruik
Symella is net zoals alle andere Gnutella-applicaties een peer2peer-softwareproduct.  Je moet eerst met het Gnutella-netwerk verbonden zijn alvorens je kan zoeken en downloaden.  De hoeveelheid zoekresultaten is afhankelijk van de kwaliteit van de nodes waarmee je verbonden bent.  In de huidige versie van Symella is er geen mogelijkheid om zelf de beste nodes te selecteren waarmee de client wil verbinden.  Als je het programma herstart kan er voor dezelfde zoekopdracht een andere hoeveelheid gevonden resultaten zijn.
Als je iets wilt downloaden kan het zijn dat je wat geduld moet uitoefenen.  De transfer start slechts wanneer minstens een van de nodes de connectieaanvraag accepteert.  Let er wel op dat, aangezien er een constante verbinding met het netwerk moet zijn, er ook constant netwerktrafiek zal gegenereerd worden.  Afhankelijk van welke provider je gebruikt wordt er een kostprijs afgesproken, rekening houdend met ofwel de hoeveelheid data die wordt verstuurd of de connectietijd met het netwerk.  Ook met het delen van bestanden en zonder downloaden ontstaat er netwerktrafiek.
De grootste beperkingen van dit programma is het toestel waarop je het gebruikt en de provider die je gebruikt.  De meeste mobiele toestellen hebben niet veel opslaggeheugen en dit is misschien wel de grootste beperkende factor bij het gebruik van Symella.  De provider is zowel belangrijk op het financiële aspect als op gebied van connectie en bandbreedte.
Symella is een gratis softwareproduct en gedistribueerd onder de termen van de GNU General Public License. Je hebt alle rechten van deze software zolang je deze rechten ook aan anderen gunt en de auteur vermeldt.

## Eigenschappen
- Gebruik van GWebCache:

Een belangrijke eigenschap van Symella is dat het gebruikmaakt van GwebCache om de communicatie gemakkelijker te maken.  GwebCache maakt gebruik van een voorgemaakte adressenlijst met mogelijk werkende nodes.  Deze lijst zit standaard in de software en maakt gebruik van de geüpdatete webcaches van de nodes om verdere nodes in het netwerk te vinden en ermee te communiceren.
- Multi-threaded downloads:

Symella ondersteunt multi-threaded downloads.  Dit wil zeggen dat als er meerdere gebruikers een bepaald bestand hebben, dan kan Symella dat bestand tegelijk downloaden van verschillende plaatsen.
- Zoekopdracht:

De zoekopdracht wordt geoptimaliseerd door bestanden met eenzelfde digitale vingerafdruk als 1 resultaat te bekijken.  Dit zorgt ervoor dat bij het downloaden hetzelfde bestand bij meerdere gebruikers tegelijk kan worden gedownload en dit resulteert in een snellere download.
- Splitsen van downloads:

Symella maakt gebruik van swarming.  Swarming is een Engelse term waarmee een speciale techniek van downloaden wordt bedoeld.  De software splitst het bestand dat moet worden gedownload in kleine stukjes en downloadt die tegelijk.  Hierdoor zal de download veel sneller en efficiënter zijn.
- Meerdere downloads:

Er kan slechts 1 zoekopdracht tegelijk worden uitgevoerd, maar ondertussen kunnen er wel meerdere downloads actief zijn, zelfs van verschillende zoekacties.
- Openen van het gedownloade bestand:

Je kan een gedownload bestand openen met de software die het bestandstype ondersteunt. Let er echter wel op dat deze software aanwezig is op het mobiele apparaat.

## Systeemeisen
Momenteel worden enkel mobiele toestellen met het S60 platform van de 2de en 3de editie ondersteund.

## Installatie
Symella is niet getest geweest door Symbian zelf en is dus te gebruiken op eigen risico. Voordat je de installatie begint moet je bij de Application Manager de “Software installation” optie verzetten tot “All”. Indien dit niet gebeurt, kan de installatie niet gestart worden.